# موزه کاستیف

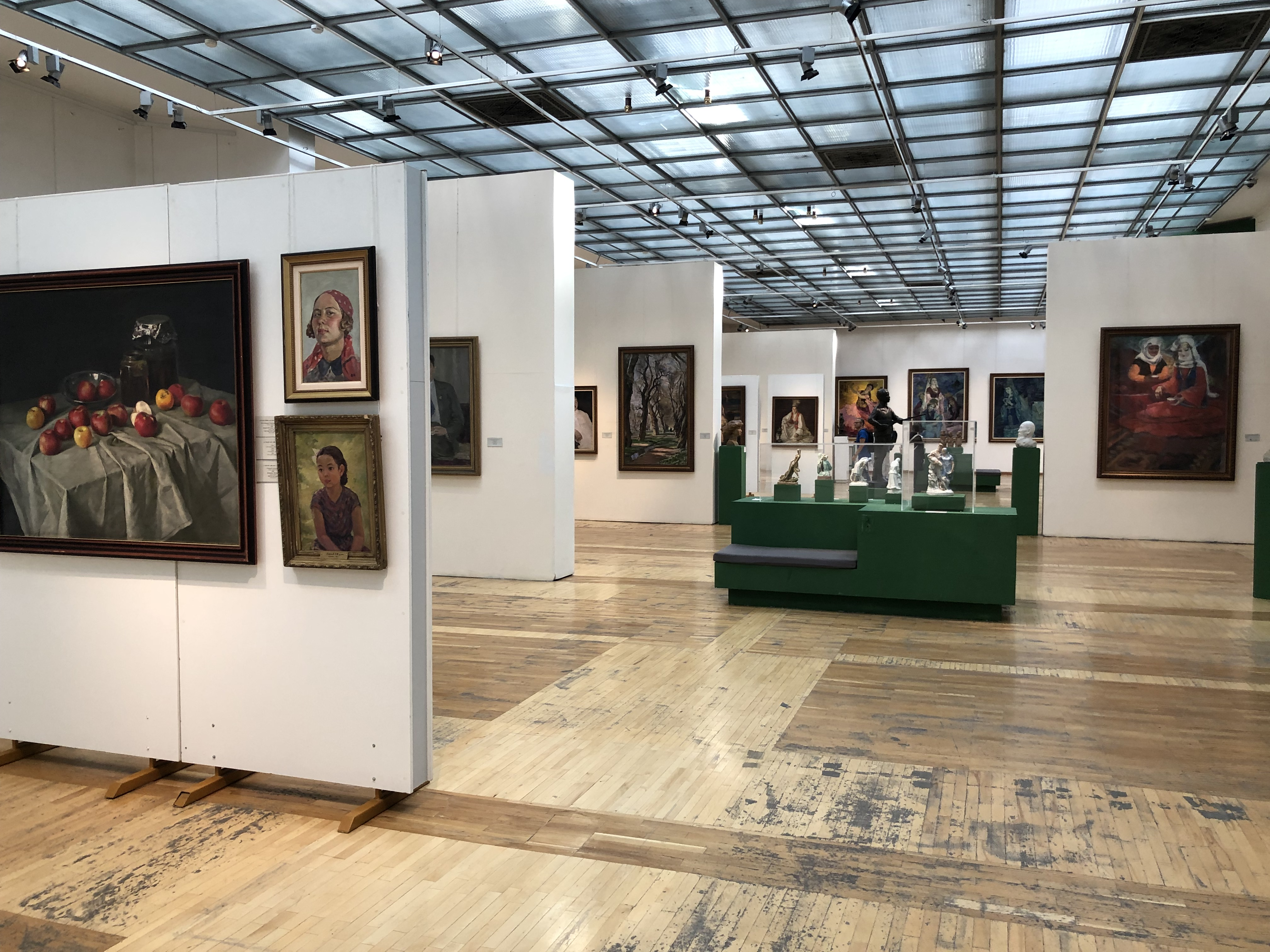
اتاق‌های موزهٔ دولتی هنر، آلماتی

موزهٔ هنری دولتی کاستِیِف بزرگ‌ترین موزهٔ هنری قزاقستان است که در شهر آلماتی واقع شده‌است.
این موزه در ۱۶ سپتامبر ۱۹۷۸ بر اساس مجموعه‌های گالری دولتی شوچنکو قزاقستان (تأسیس در ۱۹۳۵) و موزهٔ جمهوری هنرهای تزئینی و کاربردی (تأسیس در سال ۱۹۷۰) افتتاح شد. در سال ۱۹۸۴، این موزه به افتخار هنرمند قزاق ابیلخان کاستیف تغییر نام داد.
این موزه دارای مجموعه‌ای از بیش از ۲۳٬۰۰۰ اثر از جمله آثار هنری تاریخی و معاصر قزاقستان، آثار دوران شوروی (۱۹۲۰–۱۹۹۰)، آثار هنری روسیه (۱۷ تا اوایل قرن ۲۰)، هنر اروپای غربی (قرن ۱۶ تا ۲۰) و هنر شرق آسیا (چین، هند، ژاپن و کره) است.
موزهٔ کاستیف به ویژه به دلیل مجموعهٔ آثار متأخر ایزاک ایتکیند، نقاش و مجسمه‌ساز برجستهٔ قزاقستانی مورد توجه است.